# Múscul palmar major
El múscul palmar major o múscul flexor radial del carp (musculus flexor carpi radialis), és un múscul de l'avantbraç humà que es troba al costat del múscul supinador llarg.
S'origina en l'epitròclea. Des d'aquí s'obre amb la seva vora exterior per formar un angle amb el múscul supinador llarg, per continuar amb un tendó en el primer terç inferior de l'avantbraç. S'insereix a la base del segon metacarpià.
La seva funció és la de flexionar el canell, amb tendència a la seva abducció. És el principal flexor del canell.
Està innervat pel nervi medià.

## Imatges

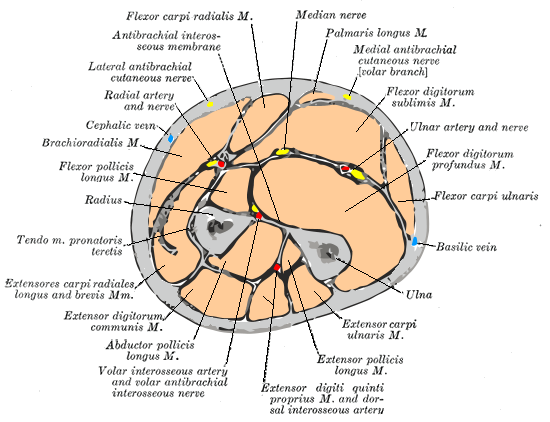
Secció transversal de la part mitjana de l'avantbraç.
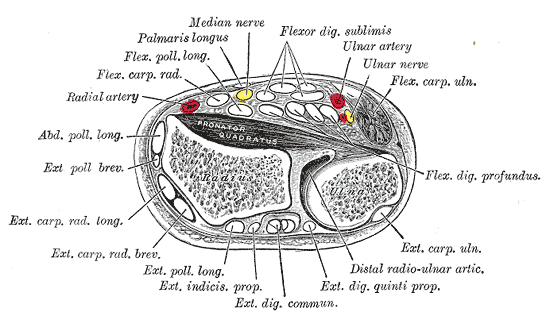
Secció transversal a través dels extrems distals del radi i el cúbit.
Secció transversal a nivell del canell i els dits.
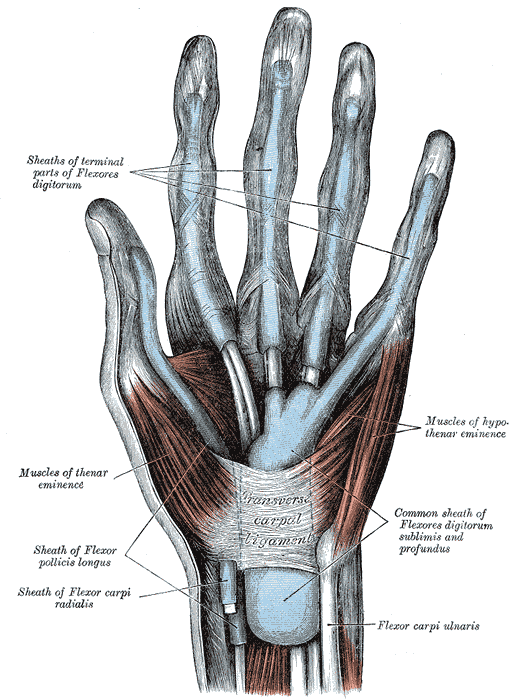
Beines mucoses dels tendons en la part frontal del canell i els dits.
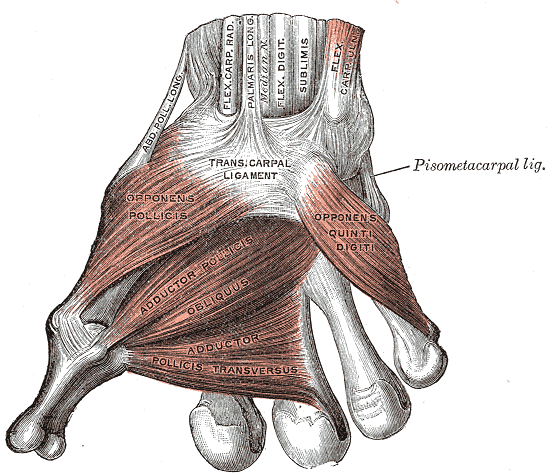
Músculs del dit polze.
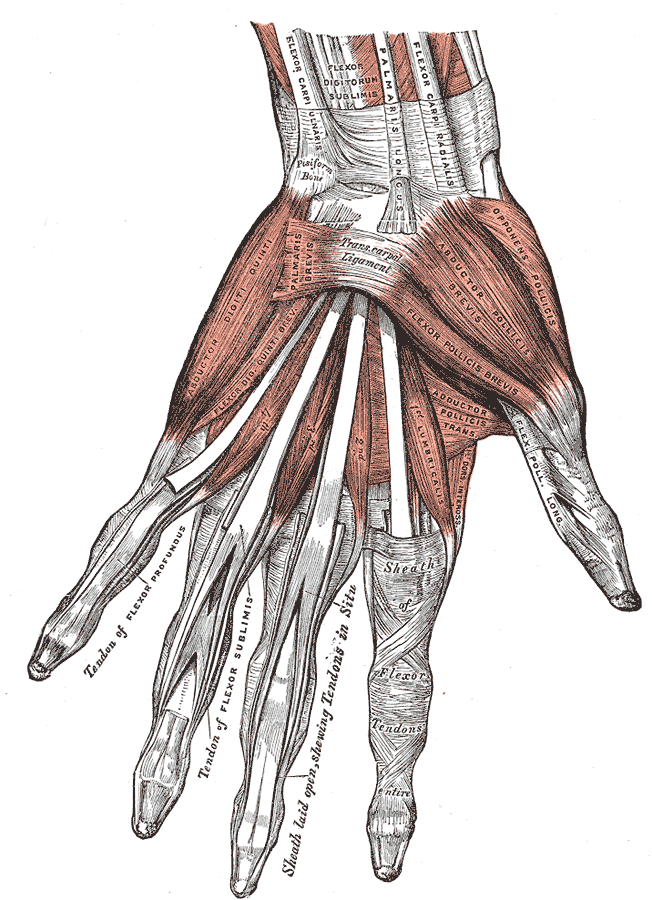
Músculs de la mà esquerra. Superfície palmar.
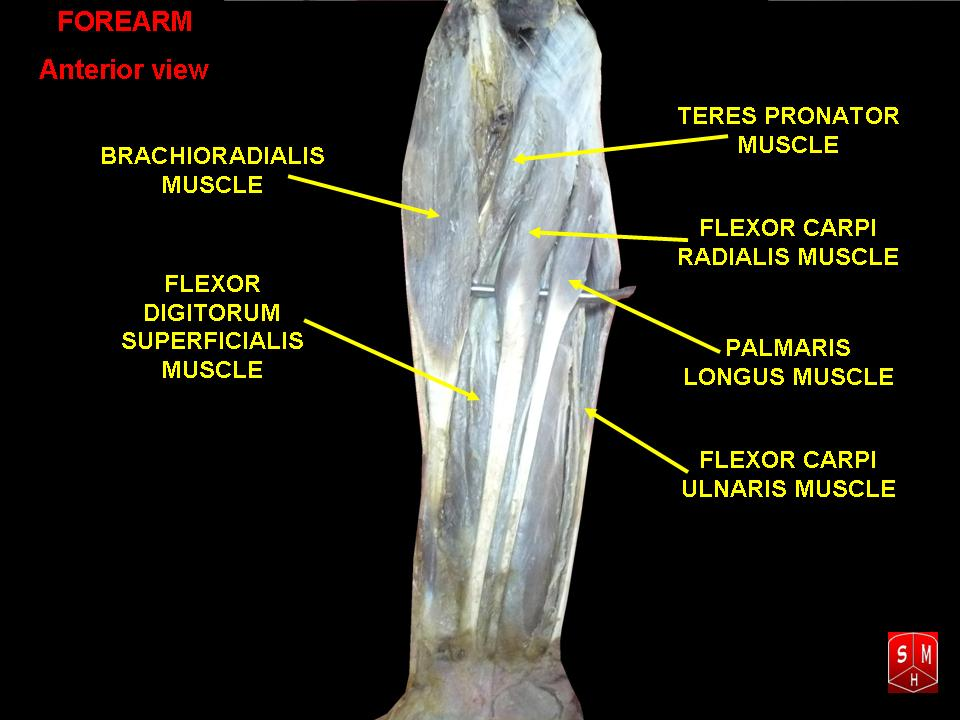
Músculs de l'avantbraç on apareix el palmar major (flexor carpi radialis).
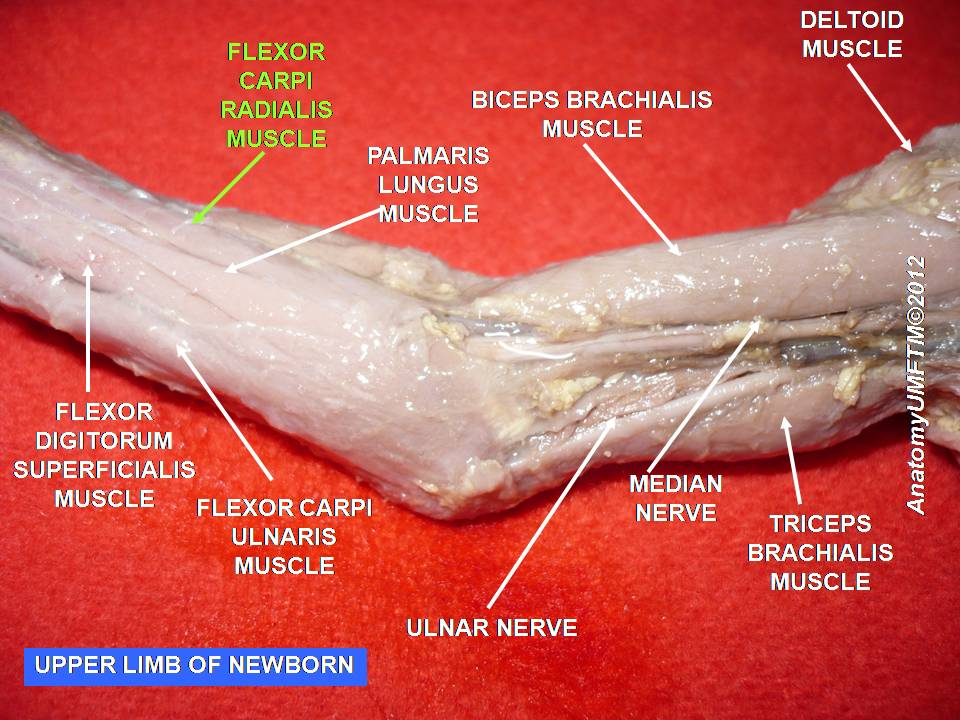
Dissecció on apareix el palmar major (flexor carpi radialis).